# Juana Inés de la Cruz
Juana Inés de Asbaje y Ramírez de Santillana, connue sous le nom de sœur Juana Inés de la Cruz ou Jeanne-Agnès de la Croix, née selon les sources le 2 décembre 1648 ou le 12 novembre 1651 à San Miguel Nepantla (es), une localité rattachée par la suite à la municipalité mexicaine de Tepetlixpa et morte le 17 avril 1695 à Mexico (Vice-Royauté de Nouvelle-Espagne), est une religieuse catholique (hiéronymite), poétesse et dramaturge de la Nouvelle-Espagne, considérée comme mexicaine par de nombreux auteurs,.
Son œuvre poétique figure parmi les plus emblématiques de la langue espagnole.

## Biographie
Juana Inés est née dans la propriété de son grand-père, près d'une petite communauté rurale du Mexique, San Miguel Nepantla. Elle est la fille naturelle d'un militaire d'origine espagnole, Pedro Manuel de Asbaje y Vargas Machuca, qui a reconnu sa paternité, mais l'a rapidement abandonnée, et d'Isabel Ramírez de Santillana, propriétaire terrienne créole qui restera célibataire toute sa vie.
Jeune prodige, Juana Inés affirmera plus tard dans son autobiographie qu'elle a appris à lire dès l'âge de trois ans. Lorsque sa mère la prévient que les femmes n'ont pas le droit d'étudier à l'université, elle fait part de son projet de se déguiser en homme pour accéder au plus haut degré de savoir. Enfant, elle dévore tous les ouvrages qui lui tombent sous la main et se plaît à écrire de la poésie. Elle rédige sa première œuvre littéraire connue à l'âge de huit ans. En 1660, elle quitte la campagne pour la grande capitale, Mexico, où elle est rapidement introduite dans la cour vice-royale. Beaucoup sont impressionnés par le talent et la mémoire de cette adolescente qui écrit de charmants poèmes et maîtrise déjà l'art du discours et de la rhétorique. À une époque où la femme savante est une exception, Sor Juana apprend le latin en vingt leçons et s'initie aux sciences qui la passionnent : les mathématiques, la musique, la philosophie, l'astronomie, la théologie.
En 1662, Juana de Asbaje devient dame de compagnie de la vice-reine du Mexique, Leonor del Carretto, Marquise de Mancera. Son entrée à la cour lui assure un soutien pour faire avancer sa carrière littéraire, en lui permettant de publier ses oeuvres en Espagne. Elle compose non seulement de la poésie, mais également des pièces de théâtre et des cantiques destinés à être chantés dans les églises. Juana est jolie, pourtant elle refuse le mariage. Elle espère trouver dans la solitude d'un monastère le temps et le recul nécessaires pour mener une vie consacrée aux arts et aux sciences. La première tentative de Juana pour se faire admettre au couvent des Carmélites, un ordre religieux particulièrement austère, se solde par un échec. En 1669, elle prend le voile au couvent de Saint Jérôme et devient Sœur Juana Inés de la Cruz. Malgré son retrait du monde, elle continue d'écrire et de susciter l'admiration de ses contemporains. Elle tient un salon au parloir du couvent.
Sa Carta atenagórica (es), critique d'un célèbre sermon, consacré aux faveurs du Christ, du jésuite Antonio Vieira est éditée fin 1690 sans son autorisation par Manuel Fernández de Santa Cruz (es), alors évêque de Puebla. Elle soulève une polémique mondaine et ecclésiastique. Pour se défendre, en mars 1691, Sor Juana envoie à l'évêque la Réponse à Sœur Philotée, longue lettre autobiographique.
En 1693, juste après l'édition triomphale, à Séville, du deuxième volume de ses œuvres, Sor Juana ferme son parloir/salon, vend sa bibliothèque au profit des pauvres et ne répond plus aux commandes de poésie. Longtemps, le fait a été logiquement attribué à une contrainte venue du clergé, mais il a été reconnu récemment que Sor Juana aurait trouvé dans cette retraite une sorte de compromis lui permettant de continuer à étudier à l'abri des multiples sollicitations causées par sa célébrité.
Sor Juana s'éteint en 1695, au cours d'une épidémie de fièvre pestilentielle. On trouva 180 livres dans sa cellule[réf. souhaitée].

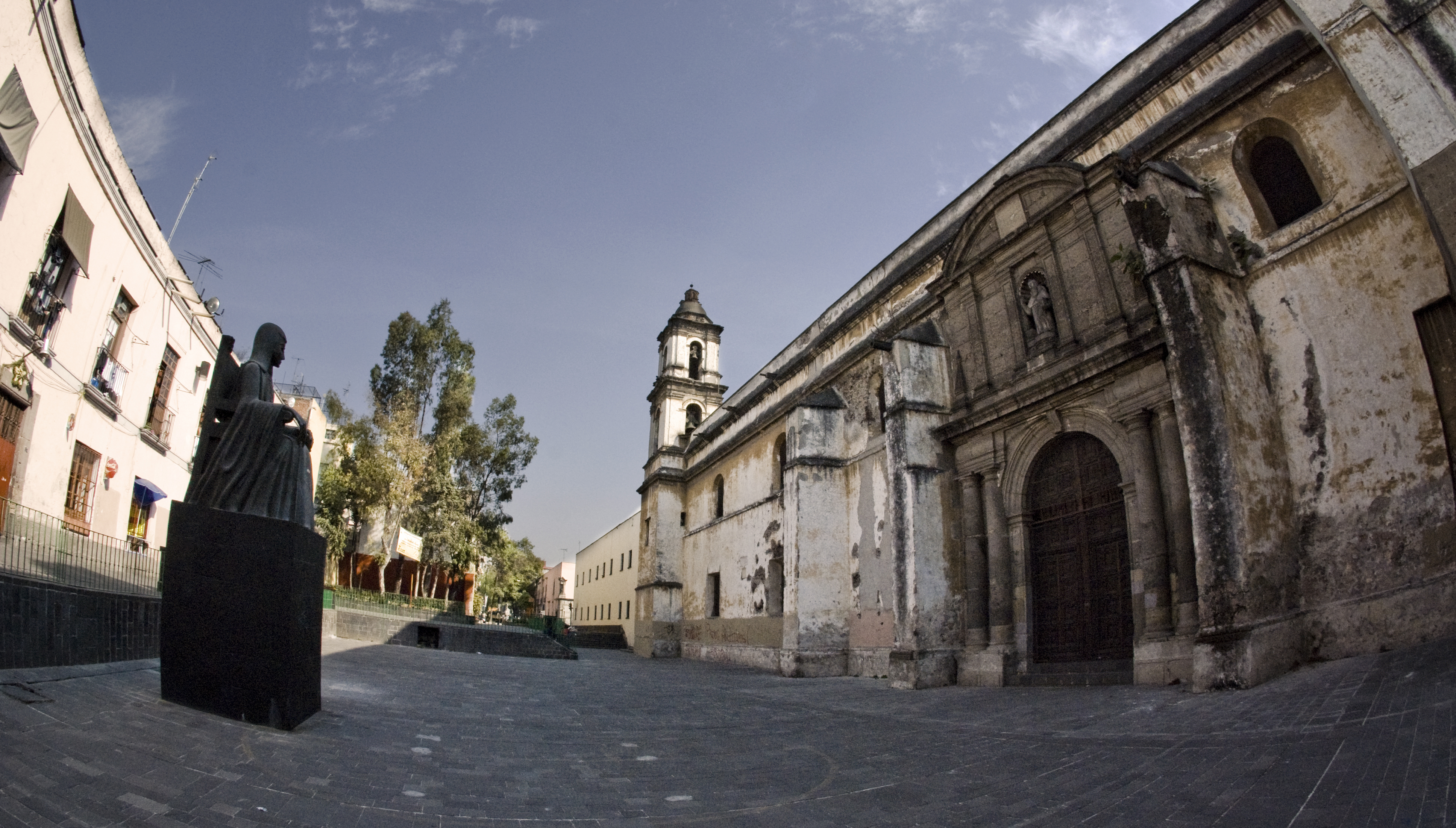
L'église Saint-Jérôme de Mexico et les bâtiments conventuels où Sor Juana a vécu l'essentiel de sa vie

## Œuvres traduites en français

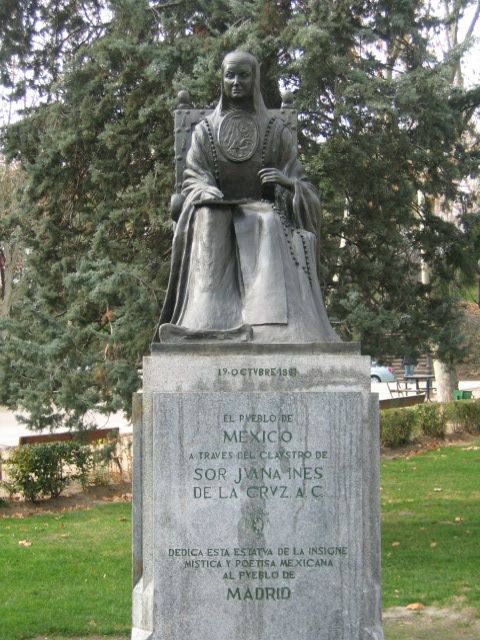
Sœur Juana Inés de la Cruz

- Poèmes d'amour et de discrétion, La Délirante, 1987 (traduction de Frédéric Magne),  (ISBN 2-85745-002-8)
- Le Divin Narcisse, Gallimard, 1987[16].
- Le songe - Et autres poèmes, La Différence, 2014 (traduction de Jean-Luc Lacarrière)  (ISBN 978-2-7291-2107-5)[17].

## Analyse de son œuvre
L'essai biographique sur Sor Juana Inés de la Cruz rédigé par en 1987 Octavio Paz et Roger Munier, bien que contesté par les spécialistes, a connu un succès mondial et a été traduit dans de nombreuses langues. Cet ouvrage a popularisé l'oeuvre de la poétesse. En 1990, María Luisa Bemberg a adapté le récit d'Octavio Paz au cinéma : Moi, la pire de toutes avec Assumpta Serna et Dominique Sanda dans les rôles principaux.

### Analyses et traductions féministes
En découvrant l'œuvre de Sor Juana dans la première moitié du XXe siècle, la professeure d'université et critique littéraire Dorothy Schons, la qualifie de « première féministe du Nouveau-Monde » à revendiquer le droit des femmes à l'éducation et au savoir. Ses travaux de recherche font sensation à l'époque car elle enseigne à ses étudiants des œuvres créées par une autre femme.
La chercheuse Rachell O'Donnell de l'Université de Toronto soutient que Sor Juana occupe une place particulière entre les rôles socialement acceptables et socialement inacceptables dans le Mexique du XVIIe siècle. En examinant Sor Juana de manière intersectionnelle, elle donne la priorité au contexte de la Nouvelle Espagne pour comprendre Sor Juana en tant que femme théologienne et poète.
Selon O'Donnell, les activités telles que l'écriture et la lecture, sont des activités réservées aux hommes en Nouvelle Espagne. L'entrée au couvent signifie que Sor Juana peut non seulement rester célibataire, mais aussi lire et écrire sur la religion malgré les restrictions imposées aux  femmes.
Selon la peintre muraliste et sculptrice mexicaine Electa Arenal, l'œuvre poétique de Sor Juana exprime son intention de créer un univers littéraire où les femmes dominent. Ses œuvres lui permettent de critiquer le rôle des femmes, mais en tenant compte de la réalité sociale de son époque.

### Analyses et traductions lesbianistes
La poétesse et hispaniste américaine Amanda Powella recensé 40 poèmes adressés à trois de ses contemporaines où Sor Juana exprime son amour, sa dévotion ou son admiration pour ces femmes. Selon elle, les sentiments pour ces femmes iraient au-delà de l'amitié. Les contemporains de Sor Juana ont relaté ses relations avec d'autres nonnes, et avec la marquise de Mancera, Leonor del Caretto, dont elle est une des dames de compagnie,. On la surnomme, de son vivant, la 10e muse, surnom donné par Platon à la poétesse grecque Sappho,.

## Hommages
Juana Inés de Asbaje a figuré sur les monnaies de 1000 pesos en circulation de 1988 à 1992, sur les billets de 200 pesos utilisés entre 2007 et 2018 et les billets de 100 pesos de 2020 à 2022.
En 1696 à Barcelone a été publié le Poema heroico (poème héroïque) du poète sarde Joseph Zatrillas Vico, dédié à la poétesse mexicaine.
Depuis 1979, un cratère de la planète Mercure est nommé Sor Juana en son honneur.